# Маун (остров)
Вижте пояснителната страница за други значения на Маун.
Маун (на хърватски: Maun) е необитаем хърватски остров в Адриатическо море в централната част на Далмация.

## Общи сведения
Островът има дължина 9 км и е разположен западно от остров Паг, от който го отделя широкият 5 км Маунтински пролив. На километър и половина от Маун в северозападна посока се намира друго малко островче, Шкръда (на хърватски: Škrda), с площ едва 2 км², издигнато върху същата изпъкналост на морското дъно, която образува и Маун.
Остров Маун има удобни заливчета, в които могат да акостират яхти.
Островът е необитаем и се използва само от жителите на близкия Паг за пасища на овцете им.

## История
Запазена е грамота от времето на крал Петър Крешимир IV, с която той дарява острова на задарския бенедиктински манастир. В грамотата е посочено, че този акт е в знак на благодарност за „разширението на кралството по суша и море по милостта на всемогъщия Бог“.